# Zelandoperla pennulata
Zelandoperla pennulata är en bäcksländeart som beskrevs av Mclellan 1967. Zelandoperla pennulata ingår i släktet Zelandoperla och familjen Gripopterygidae. Inga underarter finns listade i Catalogue of Life.